# U.S. Internazionale Napoli
Unione Sportiva Internazionale Napoli là một câu lạc bộ bóng đá Ý đến từ Napoli. Họ được thành lập vào năm 1912 và cạnh tranh cho đến khi sáp nhập với FBC của Napoli để tạo thành ngày nay được gọi là SSC Napoli vào năm 1922.

## Lịch sử
Câu lạc bộ tách ra từ Napoli FBC, khi đội ngũ nước ngoài của câu lạc bộ đã rơi ra ngoài với các đồng đội người Ý của họ. Do đó, ông Bayon (một thành viên sáng lập người Anh của Naples FBC) và ông Steinnegger đã quyết định tách ra khỏi câu lạc bộ đó để thành lập công ty US Internazionale Napoli.
Họ chơi các trận đấu tại nhà của họ tại Bagnoli ở Naples, ngay ngoài Via di Pozzuoli. Trận ra mắt của họ đến với Roman FC từ Rome vào ngày 27 tháng 10 năm 1912; Internazionale Napoli thắng 3-2.

### Prima Categoria Championship
Câu lạc bộ đã thi đấu trong cuộc thi bóng đá cấp cao nhất; Giải vô địch Prima Categoria lần đầu tiên vào năm 1912-13. Trong phần Campania, họ đã thi đấu với Napoli FBC hai lượt; họ thua 5-3. Cùng mùa giải tại Lipton Challenge Cup, họ đã kết thúc giải Á quân sau Palermo. 

Câu lạc bộ tại thời điểm thành lập vào năm 1912.

Trong mùa giải tiếp theo, họ đã thi đấu tốt hơn tại Giải vô địch Ý, đánh bại Napoli 3-2 để giành quyền vào vòng hai. Tuy nhiên, họ đã gặp một đội bóng mạnh Lazio và bị loại khỏi cuộc thi một cách dễ dàng.
Internazionale đối đầu với các đối thủ địa phương của họ một lần nữa trong mùa giải Prima Cargetoria thứ ba của họ, nhưng sau khi đánh bại họ bằng hai lượt, FIGC đã ra lệnh rằng các trận đấu được tổ chức lại do sự bất thường. Họ thi đấu ở lượt đi, giành chiến thắng 3-0 nhưng trước khi trận thứ hai có thể diễn ra, cuộc thi đã bị hủy bỏ vì Thế chiến thứ nhất.

### Hoạt động sau chiến tranh
Không giống như nhiều câu lạc bộ, Internazionale Napoli sống sót sau chiến tranh. Họ đã được đưa vào Giải vô địch Ý 1919-20. Nhóm Campania hiện có năm đội thi đấu trong đó; Internazionale đứng đầu nhóm của họ đánh bại Puteolana bằng một điểm duy nhất. Trong trận bán kết, họ đã thi đấu với Audace Roma và cuối cùng là chung kết với Livorno. Họ đã không đạt được một điểm duy nhất và loại khỏi cuộc thi.
Vào năm 1920-21, họ thua, họ đã lọt vào vòng cuối cùng của khu vực Campania đang phát triển, nhưng đã thua FBC và Bagnolese của Napoli. Khi Giải vô địch Ý chia thành các giải đấu FIGC và CCI, Internazionale đã thi đấu ở biến thể CCI, tuy nhiên, họ đã thua cuộc trước Puteolana và Savoia, đây sẽ là mùa giải cuối cùng của họ trong giải đấu.

### Sáp nhập
Trong năm 1922, hai câu lạc bộ đối thủ Neapolitan; Naples FBC và US Internazionale Napoli sáp nhập thành một do áp lực tài chính. Đầu tiên, họ lấy tên Foot-Ball Club Internazionale-Naples, thường được gọi là FBC Internaples. Internazionale Napoli đã trao cho câu lạc bộ chữ "N" nổi tiếng và quần short trắng; điều này được kết hợp với màu xanh nhạt đặc trưng trên áo sơ mi FBC của Napoli.
Câu lạc bộ này sẽ trở thành AC Napoli vào năm 1926 và cuối cùng là SSC Napoli, câu lạc bộ hiện tại.

## Cựu cầu thủ đáng chú ý
- liên_kết=|viền Rolf Steiger

## Danh hiệu
Prima Categoria
- Bán kết miền Nam: 1919-20

Cúp thử thách Lipton
- Á quân: 1913